# 京命
京命（きょうめい）は、愛知県名古屋市千種区の地名。現行行政地名は京命一丁目及び京命二丁目。住居表示実施。

## 地理
名古屋市千種区北東部に位置する。東は名東区香流・山の手・八前、西は宮根台、南は千代が丘、北は新西に接する。

## 歴史

### 地名の由来
猪高町大字猪子石の字京命による。

### 沿革
- 1983年（昭和58年）8月28日 - 千種区猪高町大字猪子石の一部により同区京命一丁目・同二丁目として成立[3]。同時に住居表示実施[3]。

## 世帯数と人口
2019年（平成31年）1月1日現在の世帯数と人口は以下の通りである。
| 丁目       | 世帯数    | 人口    |
| ---------- | --------- | ------- |
| 京命一丁目 | 860世帯   | 1,766人 |
| 京命二丁目 | 308世帯   | 779人   |
| 計         | 1,168世帯 | 2,545人 |

### 人口の変遷
国勢調査による人口の推移
| 1980年（昭和55年） | 1,838人 | [ 4 ]     |  |
| 1985年（昭和60年） | 2,194人 | [ 4 ]     |  |
| 1990年（平成2年）  | 2,302人 | [ 5 ]     |  |
| 1995年（平成7年）  | 2,460人 | [ 6 ]     |  |
| 2000年（平成12年） | 2,446人 | [ WEB 6 ] |  |
| 2005年（平成17年） | 2,465人 | [ WEB 7 ] |  |
| 2010年（平成22年） | 2,629人 | [ WEB 8 ] |  |

## 学区
市立小・中学校に通う場合、学校等は以下の通りとなる。また、公立高等学校に通う場合、学区は以下の通りとなる。なお、中学校は学校選択制度を導入しておらず、番毎で各学校に指定されている。
| 番・番地等 | 小学校               | 中学校               | 高等学校 |
| ---------- | -------------------- | -------------------- | -------- |
| 全域       | 名古屋市立宮根小学校 | 名古屋市立千種中学校 | 尾張学区 |

## 交通
- 名古屋市道猪子石線[2]

## 施設
- 黄檗宗長福寺[2]
- 宮根東公園[2]
- 京命公園
1975年（昭和50年）12月18日供用開始[WEB 11]。
- アスティ
一丁目に所在する商業施設。1975年（昭和50年）4月、ヤマナカとあかのれんが共同でボウリング場の建物を改装した上で、「猪子石ショッピングセンター」の名称でオープンさせた[新聞 1]。当時は猪高町大字猪子石字南久留里46番地[新聞 1]。前身のボウリング場は1971年（昭和46年）5月開場で、キリンボウルの名称で運営されていた[7]。運営会社はキリン不動産[7]。
- リーゴ京命保育園

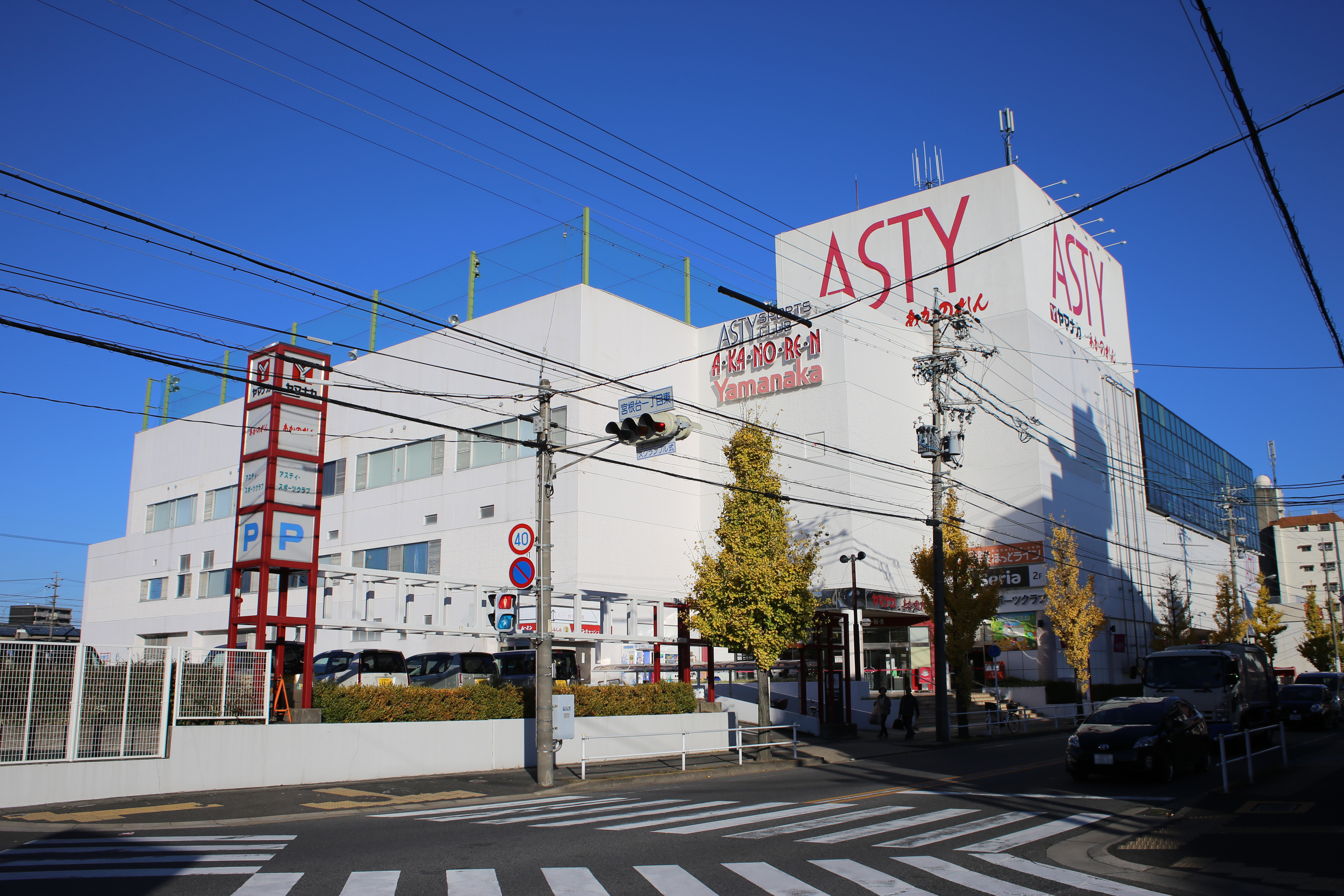
アスティ（2017年11月）

## その他

### 日本郵便
- 郵便番号 : 464-0004[WEB 3]（集配局：千種郵便局[WEB 12]）。

### WEB
1. 1 2  “愛知県名古屋市千種区の町丁・字一覧”.   人口統計ラボ. 2016年1月29日閲覧。
2. 1 2  “町・丁目(大字)別、年齢(10歳階級)別公簿人口(全市・区別)”.   名古屋市 (2019年1月23日). 2019年1月23日閲覧。
3. 1 2  “郵便番号”.  日本郵便. 2019年1月6日閲覧。
4. ↑  “市外局番の一覧”.   総務省. 2019年1月6日閲覧。
5. ↑  名古屋市役所市民経済局地域振興部住民課町名表示係 (2015年10月21日). “千種区の町名一覧”.   名古屋市. 2016年1月29日閲覧。
6. ↑  名古屋市役所総務局企画部統計課統計係 (2005年7月1日). “（刊行物）名古屋の町(大字)・丁目別人口 (平成12年国勢調査) (8)千種区(第1表から第3表)” (xls). 2015年10月15日閲覧。
7. ↑  名古屋市役所総務局企画部統計課統計係 (2007年6月27日). “（刊行物）名古屋の町(大字)・丁目別人口 (平成17年国勢調査) (8)千種区(第1表から第3表）” (xls). 2015年10月15日閲覧。
8. ↑  名古屋市役所総務局企画部統計課統計係 (2012年4月22日). “（刊行物）名古屋の町(大字)・丁目別人口 (平成22年国勢調査) (8)千種区(第1表から第3表）” (xls). 2015年10月15日閲覧。
9. ↑  “市立小・中学校の通学区域一覧”.   名古屋市 (2018年11月10日). 2019年1月14日閲覧。
10. ↑  “平成29年度以降の愛知県公立高等学校（全日制課程）入学者選抜における通学区域並びに群及びグループ分け案について”.   愛知県教育委員会 (2015年2月16日). 2019年1月14日閲覧。
11. ↑  “都市公園の名称、位置及び区域並びに供用開始の期日” (2019年5月1日). 2019年11月3日閲覧。
12. ↑  郵便番号簿 平成29年度版 - 日本郵便. 2019年01月06日閲覧 (PDF)

### 新聞
1. 1 2  “スーパーかいわい 団地林立の猪子石 新住民、発展の息吹”. 毎日新聞社. (1975年9月15日)

### 書籍
1. ↑  名古屋市計画局 1992, p. 730.
2. 1 2 3 4 5  「角川日本地名大辞典」編纂委員会 1989, p. 1465.
3. 1 2 3  名古屋市計画局 1992, p. 102.
4. 1 2  名古屋市総務局統計課 1986, p. 15.
5. ↑  名古屋市総務局企画部統計課 1991, p. 4.
6. ↑  名古屋市総務局企画部統計課 1996, p. 14.
7. 1 2  商工信用センター 1972, p. 75.

### 統計資料
- 名古屋市総務局統計課 編『昭和60年国勢調査 名古屋の町・丁目別人口（昭和60年10月1日現在）』名古屋市役所、1986年。
- 名古屋市総務局企画部統計課 編『平成2年国勢調査 名古屋の町（大字）別・年齢別人口（平成2年10月1日現在）』名古屋市役所、1994年。
- 名古屋市総務局企画部統計課 編『平成7年国勢調査 名古屋の町（大字）・丁目別人口（平成7年10月1日現在）』名古屋市役所、1996年。